# 1549 Мікко
1549 Мікко (1549 Mikko) — астероїд головного поясу, відкритий 2 квітня 1937 року.
Тіссеранів параметр щодо Юпітера — 3,632.